# رشاش بي كي
بي كاي أو رشاش بيكا هو سلاح رشاش متوسط ضمن مجموعة الأسلحة متعددة الاستخدام يجمع صفات كل من الكلاشنكوف والديكتريوف والغرينوجوف.
يتميز هذا السلاح بقدرته على اختراق معظم الآليات والدروع ماعدا الدبابات كما أنه مؤثر في الطائرات المروحية ذات العلو المنخفض ويستعمل هذا السلاح في أغلب الجيوش التي تتسلح بأسلحة شرقية كما يستخدم في الحركات الثورية والتحررية على مستوى واسع.
توجد عدد من النماذج لهذا السلاح، منها:
- PKS
- PKB
- PKMT
- PKT
- PKMB
- PKSMN

## مواصفات السلاح
- النوع: رشاش متعدد الأغراض.
- عيار الطلقة: 7.62 × 54 ملم.

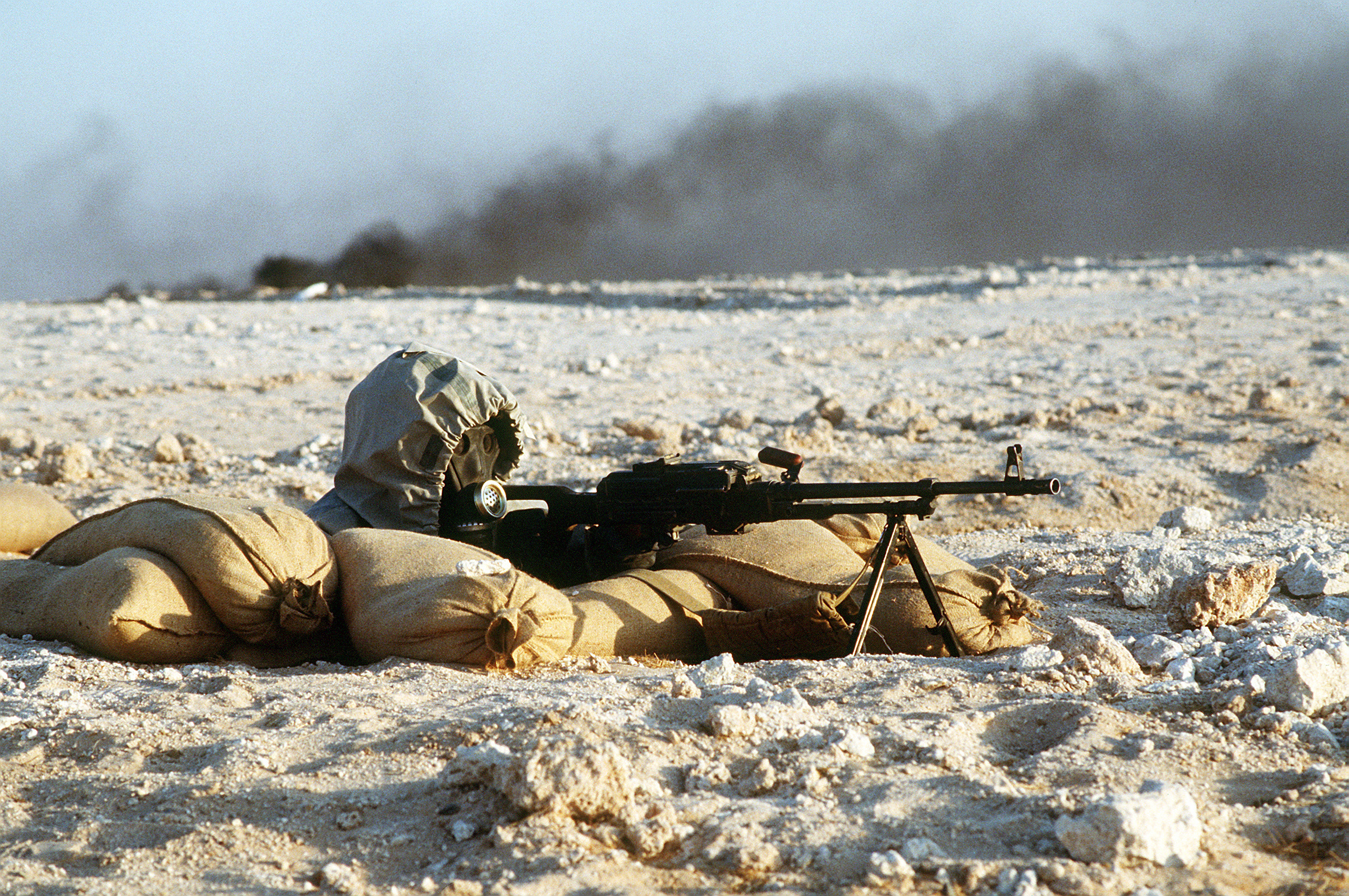
جندي سوري برشاش بي كاي خلال حرب الخليج الثانية

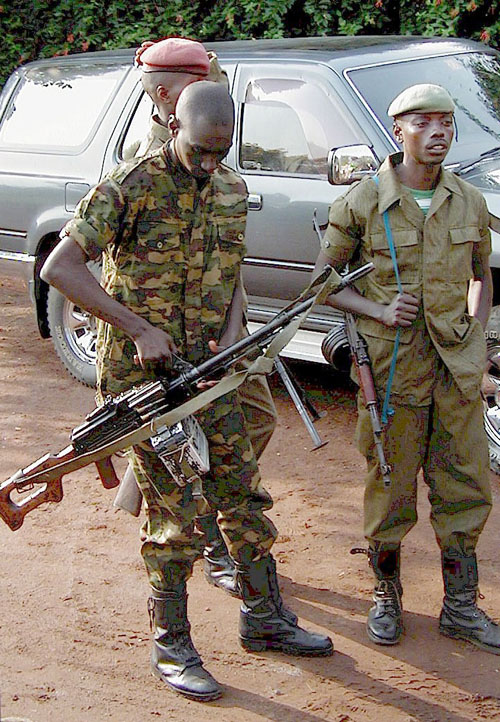
جنود كونغوليين يحملون سلاح PK الرشاش قرب الحدود الروندية عام 2001

- معدل الرماية النظري: 650 طلقة في الدقيقة.
- معدل الرماية العملي: 250 طلقة في الدقيقة.
- الطول: 1194.8 ملم.
- طول السبطانة: 665.4 ملم.
- الوزن: 8.9 كلج.
- وزن المنصب النهائي الأرضي: 7.5 كلج.
- وزن مخزن الذخيرة سعة 100 طلقة: 3.9 كلج.
- وزن مخزن الذخيرة سعة 200 طلقة: 8 كلج.
- وزن مخزن الذخيرة سعة 250 طلقة: 9.4 كلج.
- المدى الفعال: 900 إلى 1000 متر.
- المدى المجدي: 1500 متر.
- المدى الأقصى: 2000 متر.
- نظام التلقيم: بالغاز.
- الخطوط الحلزونية: 4 خطوط عن اليمين.
- نوع الرمي: آلي فقط.
- السرعة الابتدائية للطلقة: 822 م/ث.
- التغذية: حزام يحتوي قابل لإعادة الاتسخدام يحتوي على 100 أو 200 أو 250 طلقة في صندوق يثبت أسفل السلاح.
- المنصب (المثبت): ثنائي غير قابل للفك، أو ثلاثي قابل للفك.
- التبريد: بالهواء.

### المزايا التكتيكية
- كثافة نارية عالية.
- مدى قاتل كبير.
- دقة في الإصابة عند استخدام المنصب (المثبت).
- ضرب مركبات العدو واعطابها.